# Leonardo Squadrone
Leonardo Gastón Squadrone (La Plata, Buenos Aires, 1 de diciembre de 1971) es un exfutbolista argentino y entrenador técnico. 

## Trayectoria
Surgido de las divisiones inferiores de Estudiantes de La Plata, debutó en 1992, donde logró continuidad y alcanzó la nada despreciable suma de 17 partidos jugados. Sin embargo, al año siguiente fue cedido a Lanús (1993-94), con la esperanza de que se fogueara con otra camiseta y que volviera renovado. El plan salió a medias, porque si bien retornó a Estudiantes de La plata en la temporada siguiente, en el Granate solo pudo disputar 10 encuentros. Cuando regresó, Estudiantes de La Plata estaba en el Nacional B, así que participó de aquel buen equipo (1994-95) que contaba con el Mago Capria, Juan Sebastián Verón y José Luis Calderón, entre otros.
En la 1995-96 pasó a Huracán de Corrientes, junto al "Coco" Capria, integró el plantel que ascendió a la máxima división con valores destacados como el Luis "Viejo" Sosa y Sergio Umpiérrez.
Luego lo fichó el New England Revolution. Primero jugó dos partidos a préstamo para el Worcester Wildfire, de la A-League, pero después volvió a la institución dueña de su pase. Allí se hizo respetar a base de temperamento, ya que tuvo que soportar algunas lesiones y críticas por su falta de velocidad. Con la casaca número 6 del equipo de New England Revolution jugó 23 partidos a la par de Alberto Naveda, excompañero suyo en alguna Selección Sub-20 de comienzos de los 90.
Cipolletti de Río Negro lo repatrió para jugar el Nacional B en 1998 y allí permaneció hasta 2000, cuando se fue a Independiente Rivadavia de Mendoza (2000/01) para actuar en la misma categoría. Recobraría su buen nivel en Huracán de Tres Arroyos (2001/03), convirtiéndonse en referente por desempeño y madurez. Incluso tuvo la chance de lograr otro ascenso a Primera División, pero Lanús, su ex equipo, le frustró el sueño tras imponerse en la Promoción de 2002.
En 2003 se incorporó a Unión de Santa Fe, que recién había descendido al Nacional B. Su arribo, junto al de otros como Juan Ignacio Brown, Walter Coyette, Ceferino Díaz, Julio Marchant y Sebastián Bueno, representaron una luz de esperanza que pronto se fue apagando. Es más, Squadrone decidió su retiro antes de finalizar la temporada.
En octubre de 2005, y con más de un año de inactividad, dio una nota al diario El Día de La Plata y opinó al respecto: 
```
«
Los dos primeros meses me costó asumir que no iba a jugar y ahora no me quita el sueño, pero al principio me costó un montón porque siempre pensé que iba a estar preparado para dejar de jugar y cuando me tocó el momento se me vinieron un montón de cosas que iba a perder. Eran 15 años de tener todos los fines de semana ocupados, la obligación de la semana de levantarte para ir a entrenar, y de un día para el otro te quedás sin eso. La verdad que me costó. Uno cree que se está preparando, pero dejás de hacer algo de un día para el otro y es difícil. Pensá que empezamos desde muy chiquitos a jugar, después hacés inferiores, pasás muchas cosas, crecés, tenés alegrías, muchas vivencias. Yo pensé que iba a estar preparado, pero no
«.
```

Y agregó sobre sus posibilidades de volver a jugar: 
```
«
Aún tengo la expectativa de que aparezca algo que me convenza. A mí también me tocó estar por todos lados. Yo terminé jugando en el Nacional ‘B’ que es un torneo que me encanta, pero las posibilidades que surgieron después era bajar de categoría y no quería terminar de esa forma. Sabía que era para jugar uno o dos años más y no iba a tener ningún rédito, ni personal ni económico. Entonces preferí terminar en un club lindo como es Unión de Santa Fe y quedarme con ese recuerdo
«.
```

Paradójicamente, tres meses después dejó de lado el prejuicio de la última imagen y al recuerdo de Unión lo borró con los colores de Villa del Parque de Necochea, equipo que le dio la oportunidad de ponerse los pantalones cortos otra vez. A comienzos de 2006 se sumó al conjunto que intervenía del Torneo Argentino B y luego de un par de partidos que le dieron la pauta de lo que verdaderamente era jugar en esa categoría, abandonó la práctica activa y se puso del otro lado del mostrador, para ser ayudante técnico de Hernán Casais.
Fue director técnico en equipos como: San Lorenzo de Almagro, Al Hilal (Arabia Saudita), Aucas (Ecuador), Estudiantes de La Plata, Gimnasia y Esgrima de Jujuy, Chacarita Juniors, Deportivo Morón, Nueva Chicago, Estudiantes de Bs. As., Deportivo Coreano, entre otros.  
Su hijo, Luciano Squadrone, integra las divisiones juveniles de Estudiantes de La Plata.